# Goodies (album)
„Goodies” este albumul de debut al interpretei de origine americană Ciara. Materialul a fost lansat la nivel mondial sub egida casei de discuri LaFace Records. Albumul include patru discuri single, „Goodies”, „1,2 Step”, „Oh” și „And I”, primele patru devenind succese la nivel mondial. Discul s-a comercializat în peste 5 milioane de exemplare la nivel mondial.

## Lista cântecelor
Ediția standard
1. „Goodies”
2. „1,2 Step”
3. „Thug Style”
4. „Hotline”
5. „Oh”
6. „Pick Up the Phone”
7. „Lookin' at You”
8. „Ooh Baby”
9. „Next to You”
10. „And I”
11. „Other Chicks”
12. „The Title”
13. „Goodies” (remix)

## Clasamente
| Clasament                             | Poziția maximă | Referință |
| ------------------------------------- | -------------- | --------- |
| Australia Albums Chart                | 46             | [ 3 ]     |
| Dutch Albums Chart                    | 79             | [ 3 ]     |
| French Albums Chart                   | 65             | [ 3 ]     |
| Irish Albums Chart                    | 36             | [ 3 ]     |
| New Zealand Albums Chart              | 29             | [ 3 ]     |
| Switzerland Albums Chart              | 52             | [ 3 ]     |
| UK Albums Chart                       | 26             | [ 3 ]     |
| U.S. Billboard 200                    | 3              | [ 3 ]     |
| U.S. Billboard Top R&B/Hip-Hop Albums | 1              | [ 4 ]     |